# ブラック・ポインター
ブラック・ポインター（英：Black Pointer）は、イギリス原産のポインター犬種のひとつである。
別名はアークライト・ポインター（英：Arkwright Pointer）。

## 歴史
1890年代に誕生した犬種である。イングリッシュ・ポインターの実猟用の変種で、ウィリアム・アークライトという人物によって独自の改良が行われて作出されたものである。
主にポインターとして用いられた。嗅覚で獲物を捜索し、発見するとポインティングを行って主人に鳥のありかを教える。それをもとに猟銃で撃ち落された鳥を回収するのも仕事のひとつである。
基本的にイングリッシュ・ポインターとの違いはあまり大きくないが、複数の専門家によってそれと区別され紹介が行われているため、別種として扱うこともある。現在はイングリッシュ・ポインターとの統括により個々の種としては存在していないが、今でもその姿は見ることが出来る。イングリッシュ・ポインターのブラックの毛色の犬は、ブラック・ポインターの影響を強く受けているためである。

## 特徴
イングリッシュ・ポインターと比べると頭部の形が異なり、ブラック・ポインターの頭部の形はセントハウンド系の形となっている。マズルも太く短く、体型もより筋肉質で力が強い。
脚は長く、耳は垂れ耳、尾は垂れ尾。コートはなめらかなスムースコートで、毛色はジェット・ブラック（漆黒）の単色か、それにホワイトのマーキングが入ったもの。マーキングはのど下や腹部、胸部、足先、尾先に入る。大型犬サイズで、性格は忠実で仕事熱心、情が深い。しつけの飲み込みや状況判断力は良く、落ち着きがある。子供や仔犬に対しても仲良く接することが出来る。スタミナや集中力があり、運動量は非常に多い。